# Ворсо (Кентаки)
Ворсо (енгл. Warsaw) град је у америчкој савезној држави Кентаки.

## Демографија
По попису из 2010. године број становника је 1.615, што је 196 (-10,8%) становника мање него 2000. године.
| Група             | 2000.         | 2010.         |
| Белци             | 1.670 (92,2%) | 1.293 (80,1%) |
| Афроамериканци    | 88 (4,9%)     | 70 (4,3%)     |
| Азијати           | 9 (0,5%)      | 11 (0,7%)     |
| Хиспаноамериканци | 23 (1,3%)     | 200 (12,4%)   |
| Укупно            | 1.811         | 1.615         |